# 440 (số)
440 (bốn trăm bốn mươi) là một số tự nhiên ngay sau 439 và ngay trước 441.